# Jan Viëtor
Jan Nicolaus Viëtor (Assen, 28 december 1907 – Den Haag, 17 september 1971)  was een Nederlandse collaborateur in de Tweede Wereldoorlog. Hij maakte deel uit van de Documentatiedienst van de Haagse politie, die verantwoordelijk was voor de arrestatie van zo'n tweeduizend Joden en een groot aantal verzetsmensen.

## Levensloop

### Vroege jaren
Vietör werd als de oudste van drie kinderen geboren in een Drents gezin. In de jaren dertig werkte hij op de grote vaart. Hij was getrouwd met de Oostenrijkse Mathilde Maurer. Tijdens bezoeken voor de oorlog aan Oostenrijk kreeg hij bewondering voor het nationaalsocialisme.

### Tweede Wereldoorlog
Op het moment van de Duitse inval in Nederland werkte hij bij de Haagse politie. Hij meldde zich aan bij de NSB na het aantreden van de nieuwe politiecommissaris van nationaalsocialistischen huize Petrus Hamer in september 1940. Hamer vormde de Documentatiedienst, een speciale afdeling die vooral bestond uit NSB'ers. Naast de NSB was hij ook lid van het Rechtsfront en de Germaansche SS. De Documentatiedienst werkte nauw samen met de Abwehr en de Sicherheitsdienst en bestond uit meerdere beruchte Jodenjagers, onder wier Kees Kaptein, Maarten Spaans, Cornelis Leemhuis en Steven Pegels. De groep was verantwoordelijk voor de arrestatie van zeventienhonderd tot tweeduizend Joden en een groot aantal verzetsmensen.
Vietör deed zich onder andere voor als koerier en reisde zo met een aantal illegale medewerkers naar Spanje. Na terugkeer gaf hij de namen van helpers in België en Frankrijk door aan de Duitsers, waarna meerdere helpers werden gearresteerd.
Viëtor werkte tot september 1944 voor de Documentatiedienst. Daarna werd hij overgeplaatst naar Kamp Westerbork. Twee weken later werd hij ondergebracht bij de Sicherheitsdienst in zijn geboorteplaats Assen. Volgens eigen zeggen heeft hij hier nauwelijks actieve dienst meer gedaan. Na de oorlog is hij niet aangeklaagd voor wandaden begaan in Drenthe. Ironisch genoeg was Viëtors jongere broer Nico, politiecommissaris in Beilen, sinds maart 1944 ondergedoken  en een van de meest gezochte verzetsmensen in Drenthe. Jan Viëtor probeerde via een zwager in Assen in contact te komen met zijn broer om hem te waarschuwen. De waarschuwingen werden doorgegeven, maar tot een ontmoeting kwam het niet.
Enkele dagen voor de bevrijding werd Viëtor naar Alkmaar overgeplaatst waar hij de Duitse overgave meemaakte. Op 10 mei 1945 werd hij in Wapenveld gearresteerd. Viëtor werd in de cel nog eenmaal bezocht door zijn jongere broer. Dat was de laatste ontmoeting, want Nico Viëtor verongelukte eind juni 1945.

### Veroordeling
Het Bijzonder Gerechtshof in Den Haag veroordeelde Viëtor samen met Pegels en Leemhuis in december 1947 tot een levenslange gevangenisstraf. Viëtor werd ten laste gelegd dat hij had meegewerkt aan de arrestatie van 56 illegale werkers, van wie er 21 zijn terechtgesteld of in gevangenschap zijn overleden. Alle drie de mannen gingen in hoger beroep omdat zij vonden dat ze alles in opdracht van hogere autoriteiten hadden uitgevoerd. Het trio kreeg in hoger beroep forse strafvermindering. Viëtors straf werd bijgesteld naar elf jaar. De rechtbank motiveerde de strafvermindering met de moeilijke positie waarin de politie tijdens de bezetting verkeerde. Bovendien hadden zij niemand mishandeld en geen materieel voordeel genoten uit hun optredens. Na deze nieuwe veroordeling ging Vïëtor in cassatie. In maart 1951 luidde het definitieve vonnis wederom 11 jaar gevangenisstraf.

### Latere jaren
Na het uitzitten van zijn straf ging Viëtor weer in Den Haag wonen, alwaar hij op 17 september 1971 onverwachts overleed.